# بوليكورو
بوليكورو (بالإيطالية: Policoro)‏ هي بلدية في مقاطعة ماتيرا في إقليم بازيليكاتا الإيطالي.

## السكان
في سنة 1861 بلغ عدد السكان 599 نسمة، وتطور العدد ليصل في سنة 2015 لـ 17٬467 نسمة.
يظهر هذا المخطط البياني تطور النمو السكاني لـ بوليكورو

## أعلام
- سيموني زازا
- دومينيكو بوزوفيفو
- مانجو